# Army Aviation Corps
L'Army Aviation Corps est la branche aérienne de l'armée de terre indienne. Elle est créée le 1er novembre 1986.

## Flotte d'aéronefs
Elle dispose, début 2019, de 245 aéronefs.
Elle dispose selon FlightGlobal (en), fin 2019, des hélicoptères suivants :
| Aéronefs     | Origine      | Type                   | Variante     | En service   | Notes |              |
| Hélicoptères | Hélicoptères | Hélicoptères           | Hélicoptères | Hélicoptères | Hélicoptères | Hélicoptères |
| ------------ | ------------ | ---------------------- | ------------ | ------------ | --- | ------------ |
| HAL Dhruv    | Inde         | Hélicoptère utilitaire |              | 159          | 105 en commande |              |
| HAL Chetak   | France       | Liaison / Utilitaire   |              | 4            | Version construite sous licence de l'Alouette III                                                                           |              |
| HAL Cheetah  | Inde         | Liaison                |              | 32           | 14 en commande |              |
| Boeing AH-64 | États-Unis   | Attaque                | AH-64E(I)    | 0            | 6 commandés en 2020 ,. Sont réceptionnés à partir du 22 juillet 2025 et exploités par le 451st Army Aviation Squadron (AH). |              |
| HAL Rudra    | Inde         | Attaque                |              | 50           | Total de 60 commandés devant être livrés d'ici fin 2020.                                                                    |              |